# فدراسیون جهانی تیراندازی با کمان
فدراسیون جهانی تیراندازی با کمان (انگلیسی: World Archery Federation) نهاد اصلی اداره‌کننده و برگزاری مسابقات ورزش تیراندازی با کمان در جهان است.
این سازمان در سال ۱۹۳۱ تأسیس شده و مقر آن در لوزان، سوئیس است. فدراسیون جهانی تیراندازی مسابقات تیراندازی با کمان در بازی‌های المپیک تابستانی، مسابقات قهرمانی تیراندازی با کمان جهان و جام جهانی تیراندازی با کمان را برگزار می‌کند.